# Dans l'enfer de la polygamie
Pour plus de détails, voir Fiche technique et Distribution.
Dans l'enfer de la polygamie (Escape from Polygamy) est un téléfilm américain réalisé par Rachel Goldenberg, diffusé le 24 août 2013 sur Lifetime.
Le scénario est inspiré à travers les récits Favorite Wife: Escape from Polygamy de Susan Ray Schmidt, une des trois épouses du prophète Ervil LeBaron, chef du groupe de mormons fondamentalistes polygames (polygamous Mormon fundamentalist) qui a fait la une des médias américains pour avoir ordonné des meurtres de plusieurs membres de famille.

## Synopsis
Julina, 17 ans, arrive dans la petite ville de Hilcreek avec sa mère, qui va devenir la quatrième femme d'un homme proche du prophète. Elle va faire la connaissance des trois autres épouses de celui-ci, ainsi que de ses enfants, de tous âges confondus. Elle va tomber sous le charme de Ryder, le fils ainé du prophète. Tout se passe bien jusqu'au jour où le prophète décide de prendre une autre femme de la secte pour épouse, et que ce sera Julina. Elle tentera par tous les moyens d'éviter le mariage.

## Fiche technique
- Titre original : Escape from Polygamy
- Titre français : Dans l'enfer de la polygamie
- Réalisation : Rachel Goldenberg
- Scénario : Damon Hill, d'après Favorite Wife: Escape from Polygamy de Susan Ray Schmidt (2009)[3]
- Décors : Jessica Mahnke
- Costumes : Jane Johnston
- Photographie : Adam Silver
- Montage : Bill Parker
- Musique : Christian Davis
- Production : Ross Kohn et Nancy Leopardi
- Société de production : Indy Entertainment
- Société de distribution : Marvista Entertainment
- Pays d'origine :  États-Unis
- Langue originale : anglais
- Format : couleur
- Genre : drame
- Durée : 86 minutes
- Dates de diffusion :
  -  États-Unis : 24 août 2013 sur Lifetime[2]
  -  France : 6 janvier 2014 sur TF1

## Distribution
- Haley Lu Richardson (VF : Marie Tirmont) : Julina
- Mary McCormack (VF : Marie-Eve Dufresne) : Leann
- Sam Hennings (en) : Merril
- Riki Lindhome (VF : Christèle Billault) : Kayla
- Kate Fuglei (VF : Françoise Armelle) : Alice
- Perry Mattfeld : Bonnielee
- Bodhi Bown : Joseph
- Elle Labadie : Maggie
- Damon Hill : Père de Julina
- William Mapother (VF : Jean-François Lescurat) : Ervil
- Presley Henderson : Esther
- Jack Falahee (VF : Tony Marot) : Ryder
- Chris Flanders (VF : Eric Marchal) : Officier Gene White
- Corinna Harney, Cassandra Hepburn et Tiffany Van Cott : Filles alcoolisées
- Jeanette O'Connor : Caissière
- Blake Heron : Voyou
- Jake Weary : Micah
- Steve Bencich (en) : Willie
- Ryan Bailey (VF : Laurent Mantel) : Aaron
- Mark Gadbois et Fred Stoverink : Hommes
- Georgia Rose Matlack : Fille

Source et légende : Version française (VF) sur RS Doublage

## Production

### Développement
Le scénario s'inspire des expériences vécues de Susan Ray Schmidt, l'une des trois épouses de Ervil LeBaron, chef du groupe de mormons fondamentalistes polygames qui s'est fait arrêter pour meurtres de plusieurs membres de famille, opposants et femmes étant en dehors du mouvement, condamné à de la prison à perpétuité en 1980 et meurt derrière les barreaux l'année suivante.

### Casting
Haley Lu Richardson joue le rôle de Julina, sans doute sous les traits de Susan Ray Schmidt.

## Accueil
Le téléfilm a été vu par 1,796 million de téléspectateurs lors de sa première diffusion.